# Csikos Sándor
Csikos Sándor (Karcag, 1941. október 28. –) a Nemzet Színésze címmel kitüntetett, Kossuth- és Jászai Mari-díjas magyar színész, rendező, színigazgató, tanár, érdemes és kiváló művész.

## Életpálya
Édesapja, Csíkos Sándor 1945–1949 között kisgazdapárti nemzetgyűlési, illetve parlamenti képviselő volt. Testvére Csikos János református lelkész, a bihari református egyházmegye esperese volt. A debreceni Fazekas Mihály Gimnáziumban érettségizett. 1965-ben végzett a Színház- és Filmművészeti Egyetemen. 1965–1969 között a Miskolci Nemzeti Színház, 1969–1972 között az Irodalmi Színpad, 1972–1974 között a debreceni Csokonai Színház, 1974–1975 között a győri Kisfaludy Színház, majd 1975–1984 között ismét a Csokonai Színház tagja. 1984–1993 között a nyíregyházi Móricz Zsigmond Színház tagja, 1990–1993 között igazgatója. 1993 óta ismét a Csokonai Színház tagja.
2009-ben DLA fokozatot szerzett a Színház- és Filmművészeti Egyetemen.
1979–1984 között a debreceni Színjátszó Stúdió beszédtanára volt, majd 1994-től évekig oktatott a debreceni Ady Endre Gimnázium drámatagozatán.
2024. április 4-én a nemzet színészévé választották, a három hónappal korábban elhunyt Benedek Miklós helyére.
Felesége Várhalmi Ilona volt.

## Színpadi szerepei
- Georg Büchner: Danton halála
- Szophoklész: Elektra (Pilades)
- Shakespeare: 
  - Ahogy tetszik (Jaques; Apród)
  - Macbeth (Macduff)
  - Szeget szeggel (Claudio)
  - Hamlet (Rosencrantz)
  - Tévedések vígjátéka (Syracusai Antipholus)
  - A Windsori víg nők (Kevés)
  - Rómeó és Júlia (Capulet; Escalus)
- Csehov: 
  - Sirály (Trepljov)
  - A három nővér (Prozorov)
  - Ivanov (Sabelszkij)
- Molière: 
  - Versailles-i rögtönzés
  - Gömböc úr (Eraste)
- Goldoni: A patikus (Pantalone)
- Schiller: 
  - Turandot (Altin)
  - Stuart Mária (Talbot)
- Peter Weiss: 
  - Marat halála[11] (Címszerep)
  - Makinpot úr[12] (Tulaj; Börtönfőnök; Kormányfő)
- Williams:
  - A vágy villamosa (Pénzbeszedő)
  - Orfeusz alászáll (Val Xavier)
- Edmond Rostand: Cyrano de Bergerac (Cristian)
- Sławomir Mrożek: Négyes
- Puskin: Anyegin (A költő)
- Dürrenmatt: János király (Címszerep)
- John Whiting: Ördögök (Grandier)
- Dosztojevszkij: 
  - Ördögök (Sztavrogin)
  - Bűn és bűnhődés (Porfirij)
- Bulgakov: Molière (Címszerep)
- Gombrowicz: Operett (Fior mester)
- Gárdonyi Géza: Fehér Anna (Abrincs)
- Babits Mihály Laodameia (Jós)
- Hubay Miklós: 
  - Szüless újra, kedves (A fiú)
  - Római karnevál (A férfi)
  - Egy szerelem három éjszakája[13] (Bálint)
  - Tüzet viszek (Öreg)
- Jókai Anna: Fejünk felől a tetőt (Iván)
- Illés Endre: Hazugok (Feri)
- Gergely Sándor: Vitézek és hősök (Eszterág Pál)
- Kertész Ákos: Névnap (Mazur)
- Száraz György: Az élet vize (Hermon)
- Krúdy Gyula: Az arany meg az asszony (Zsoldos)
- Görgey Gábor: Fejek Ferdinándnak (Füleki Ádám)
- Csiky Gergely: Mukányi (Zápolya Ignác)
- Szabó Magda: 
  - Az a szép, fényes nap (Tata)
  - Régimódi történet (Majthényi Béla)
  - És ha mégis, uram?  (Teuton atya)
  - Széchenyi (Címszerep)
  - Sziluett (Vörösmarty Mihály)
  - Kiálts, város! (Gál Nagy István)
  - A macskák szerdája (Főkurátor úr Domokos)
- Kocsis István: Megszámláltatott fák (Komark)
- Szakonyi Károly: Ha itthon maradnál (Férfi)
- Karinthy Ferenc: Dunakanyar (Tábori Titusz)
- Tamási Áron: Ördögölő Józsiás (Kámzsa)
- Ratkó József: Segítsd a királyt! (István király)
- Balázs József: A homok vándorai (zászlós)
- Nyerges András: Az ördög győz mindent szégyenleni...(Esze Tamás)
- Gyurkovics Tibor: 
  - Bombatölcsér (Béla)
  - Kreutzer-szonáta (Pozdnisev)
- Remenyik Zsigmond: Az atyai ház (András)
- Molnár Ferenc: 
  - Józsi (Sebő)
  - Játék a kastélyban (Almády)
  - Olympia (Albert)
- Madách Imre: Az ember tragédiája (Lucifer)
- Barta Lajos: Szerelem (Szalay)
- Márai Sándor: A gyertyák csonkig égnek (Konrád)
- Stewart - Herman: Hello, Dolly! (Vandergelder)
- Kálmán Imre: Csárdás királynő (Kerekes Ferkó)

## Filmszerepei
- Kossuth papja  (TV film) színész (magyar tévéf., 2015)
- Liberté '56   színész (magyar zenés dráma, 2007)
- A szabadságharc fővárosa (TV film) színész (magyar ismerett. film, 2000)
- Kisváros (TV film) színész (magyar tévéfilm sor., 1997)
- Pénzt Marijának (TV film) színész (magyar tévéjáték, 1979)
- Ördögölő Józsiás (TV film) színész (mesejáték)
- Patyolat akció (1965)
- Sodrásban (Laci) (1964)

## Díjai, elismerései
- Jászai Mari-díj (1987)
- Kazinczy-díj (1995)
- Csokonai-díj (1998)
- Kölcsey-emlékplakett (1999)
- A Magyar Köztársasági Érdemrend lovagkeresztje (2004)
- Debrecen Kultúrájáért-díj (2007)
- Pro Urbe Debrecen díj (2010)
- Érdemes művész (2012)
- Debrecen díszpolgára (2016)
- Kiváló művész (2017)
- Mensáros László-díj (2017)[14]
- Kossuth-díj (2022)[15]
- A Nemzet Színésze (2024)
- Szabó Magda-díj (2024)[16]